# Alexander Wassiljewitsch Bartschenko

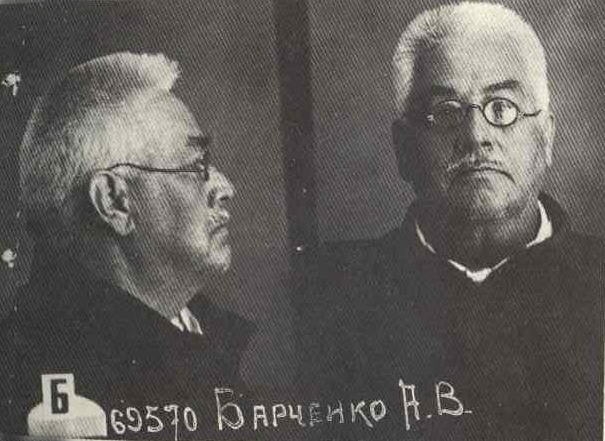
Alexander Wassiljewitsch Bartschenko (1937)

Alexander Wassiljewitsch Bartschenko (russisch Александр Васильевич Барченко; * 1881 in Jelez; † 25. April 1938 in Moskau) war ein russischer Okkultist und Schriftsteller.

## Leben
Bartschenko, Sohn eines Notars, zeigte schon früh eine Neigung zur Mystik und zu allem Geheimnisvollen. Er besuchte das Gymnasium in St. Petersburg mit Abschluss 1898 und hörte darauf Vorlesungen zunächst an der medizinischen Fakultät der Universität Kasan und dann an der medizinischen Fakultät der Universität Dorpat. Wegen unzureichender finanzieller Mittel konnte er das Studium nicht abschließen.
1905–1909 reiste er auf der Suche nach einer Anstellung als Tourist, Arbeiter und Matrose in Russland und im Ausland, wobei er auch nach Indien kam. In dieser Zeit widmete er sich der Esoterik. 1909–1911 betätigte er sich als Handleser und Berater in Borowitschi im Gouvernement Nowgorod mit Erlaubnis der örtlichen Polizei. Ab 1911 schrieb Bartschenko unter den Pseudonymen A. Narwski und A. Jelezki populärwissenschaftliche Artikel und Reportagen für verschiedene Zeitschriften.1913 veröffentlichte er den Roman Doktor Tschorny (Doktor Schwarz) und 1914 den Roman Is Mraka (Aus der Finsternis, 1991 nachgedruckt) sowie einen Sammelband mit Erzählungen und eigenen Illustrationen.
Nach der Oktoberrevolution wurde Bartschenko in dem von Wladimir Michailowitsch Bechterew gegründeten und geleiteten Petrograder Institut für Experimentelle Medizin angestellt. Für Bartschenkos Untersuchungen interessierten sich die Tschekisten, worauf Bartschenko in der von Gleb Iwanowitsch Boki geleiteten Sonderspezialabteilung der Vereinigten Staatlichen Politischen Verwaltung beim Rat der Volkskommissare der UdSSR (OGPU) mitzuarbeiten begann. 1922 leitete Bartschenko eine Expedition auf der Halbinsel Kola in die Rajons Lowosero und Seidosero, wo er angeblich handgefertigte Denkmäler fand. Ziel der Expedition war neben der Erkundung der wirtschaftlichen Situation der Samen die Untersuchung der dort berichteten Erscheinungen ähnlich einer starken Hypnose. Nach dem Abschluss der Arbeiten im Institut für Experimentelle Medizin wurde Bartschenko im Oktober 1923 in der Glawnauka (Hauptverwaltung der Wissenschafts-, Kunst- und Museumsbehörden) als wissenschaftlicher Berater eingestellt.
1923 gründete Bartschenko die Jedinoje Trudowoje Bratstwo (Einheitsarbeiterbruderschaft), in die neben anderen die Frau P. D. Uspenskis Sofja Grigorjewna Uspenskaja und  Gleb Iwanowitsch Boki eintraten. Diesen Teil der Biografie Bartschenkos stellte Dmitri Lwowitsch Bykow in seinem Roman über den Zauberlehrling Ostromow dar (2011). 1925 lernte er Menachem Mendel Schneerson kennen, mit dem er dann bezüglich religiöser und mystischer Angelegenheiten korrespondierte. Seit seiner Studienzeit in Dorpat und seiner Bekanntschaft mit den Werken von Joseph Alexandre Saint-Yves interessierte sich Bartschenko für Shambhala als Ursprung der alten Kultur und Wissenschaft in den Bergen Tibets. Während seiner Zeit in der Sonderspezialabteilung der OGPU hatte er eine Expedition zur Suche nach Shamghala vorbereitet, die aber nicht realisiert wurde. Immerhin unterstützte Georgi Wassiljewitsch Tschitscherin zusammen mit Bartschenko die Tibetexpedition Nicholas Roerichs, die 1927–1928 stattfand. Die Verbindung Roerichs mit der OGPU ist umstritten.
Am 21. Mai 1937 wurde Bartschenko verhaftet. Am 25. April 1938 verurteilte ihn das Militärkollegium des Obersten Gerichtshofs der UdSSR nach Artikel 58 des Strafgesetzbuches der RSFSR wegen Gründung der freimaurerischen konterrevolutionären Jedinoje Trudowoje Bratstwo und Spionage für das Vereinigte Königreich zum Tod durch Erschießen mit Vollstreckung des Urteils am gleichen Tag im Lefortowo-Gefängnis. Am 3. November 1956, einige Monate nach der Geheimrede Chruschtschows, wurde Bartschenko von derselben gerichtlichen Instanz rehabilitiert.